# 久拉吉·布兰科维奇

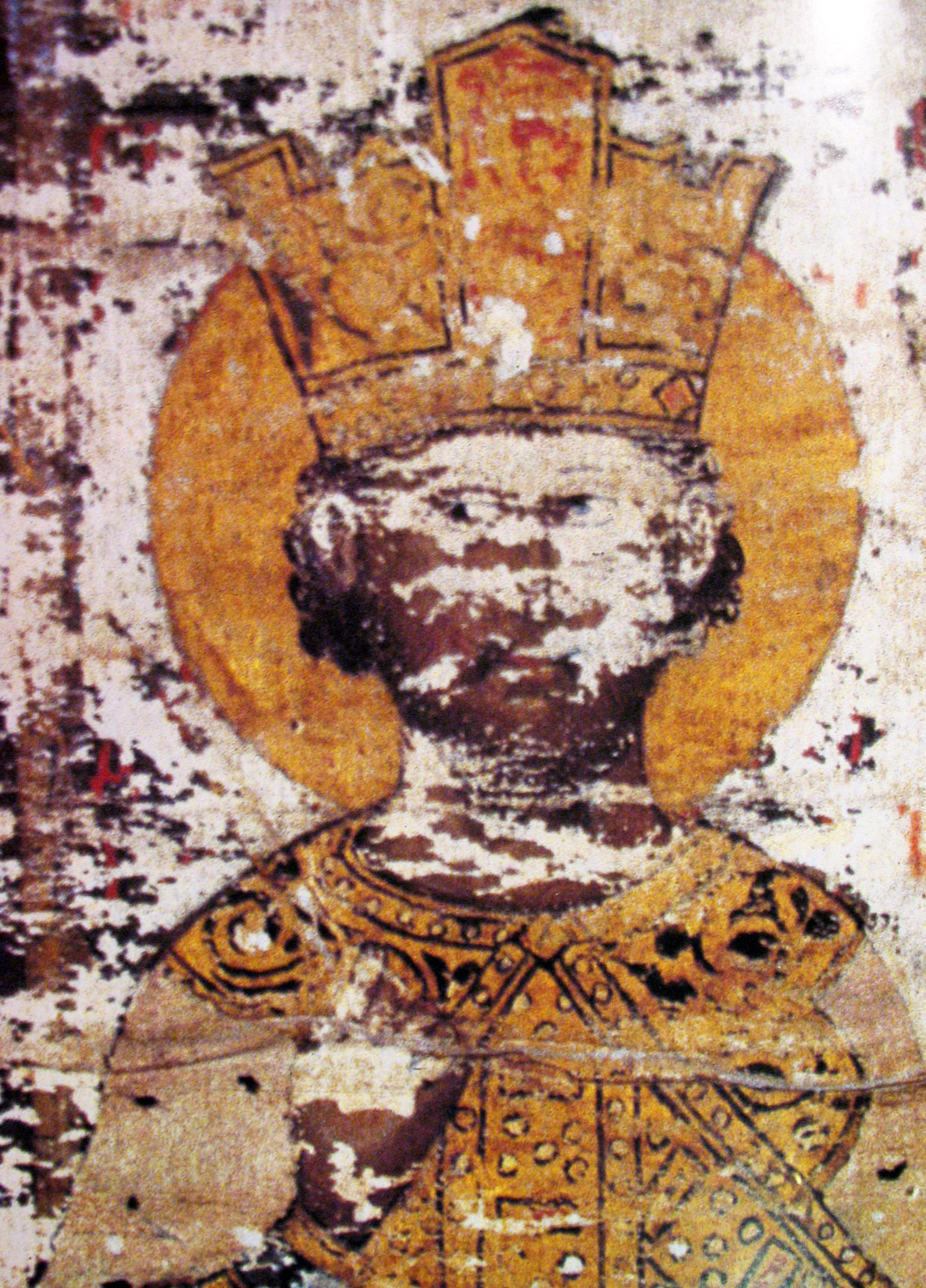
杜拉德·布兰科维奇

久拉吉·布兰科维奇（1377年—1456年），塞尔维亚君主，布兰科维奇王朝创始人，1427年至1456年在位。